# Айтеке бі
Айтеке бі (каз. Әйтеке би Байбекұлы, 23.03. 1644—1700) — головний бій Молодшого жуза, державний діяч. Айтеке був онуком кокандського хана Акші (1622—1635), родич самаркандського еміра Бахадура Жалантоса (1622—1656).

## Біографія
Народився на території нинішнього села Кизилша в Узбекистані. З п'яти років навчався грамоти в аульного мулли. Освіту здобув в Самаркандській медресе Улугбека, потім в медресе Шердор. Вивчав релігію, право, астрономію, географію, історію, математику. Володів арабською, перською, чагатайською і узбецькими мовами. У двадцять один рік — головний бій частини казахів, узбеків, каракалпаків Бухари і Самарканду. У двадцять п'ять років обраний головним бієм Молодшого жузу. Айтеке грав важливу роль в ханській раді при вирішенні державних справ, пов'язаних із зовнішньою і внутрішньою політикою. Виступав за єдність казахського народу, за створення добре оснащеного і навченого війська. Айтеке один з організаторів боротьби проти джунгарів. У 1684 році разом з ханом Тауке і біями Толі, Казибек, Сокир Абиз, Едигей, Майлі, Анет баба тощо, є одним з укладачів збірки законів «каз. Жеті жарғи» («Сім постанов»), в якій були юридично закріплені соціальні і правові норми казахського суспільства. Похований на території нинішнього Нуратинського району в Узбекистані.

## Пам'ять
- У 2003 році була випущена поштова марка Казахстану, присвячена Айтеке бі.